# Allerheiligenkirche (Ebenhausen)

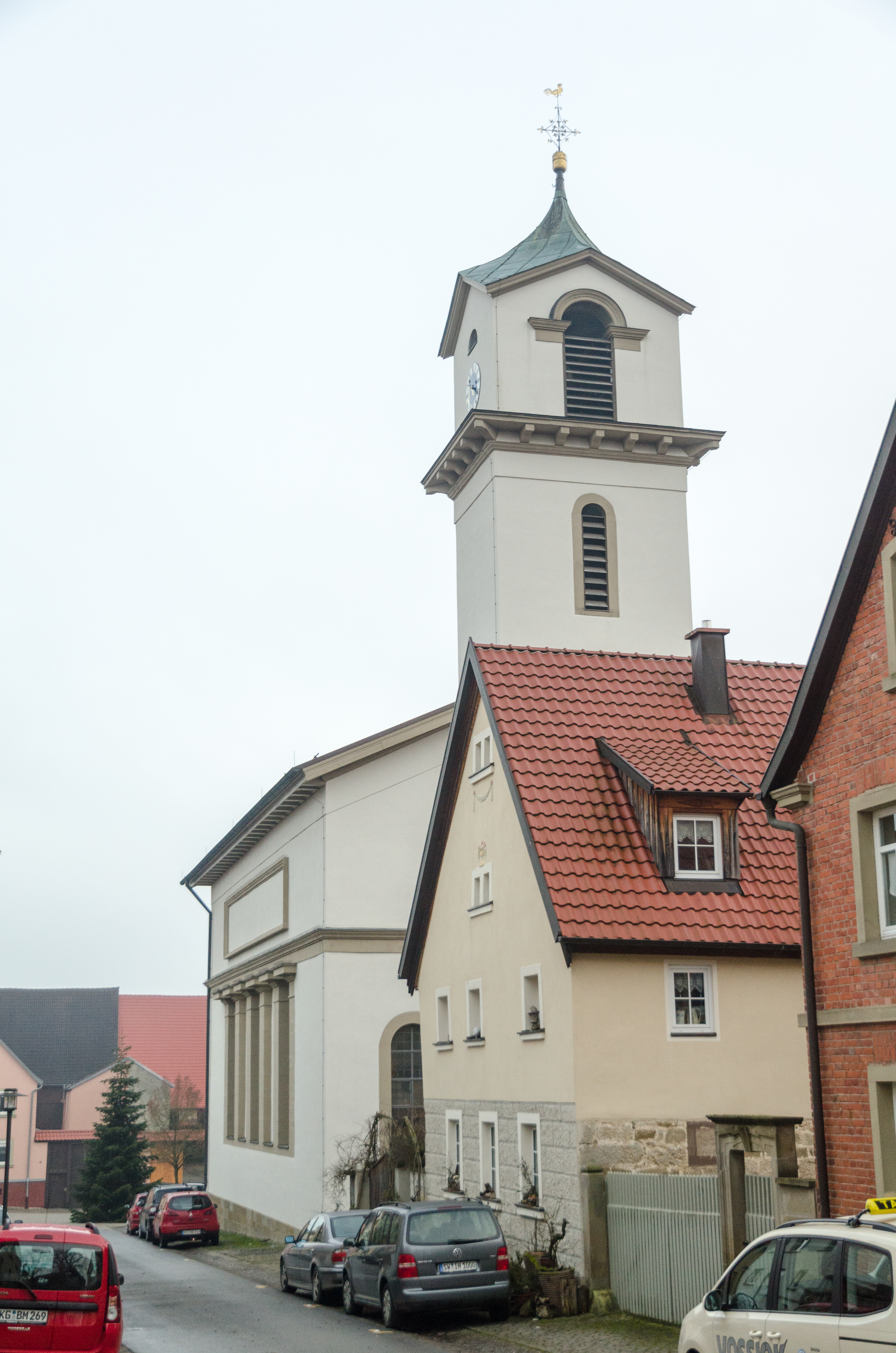
Allerheiligenkirche von Ebenhausen

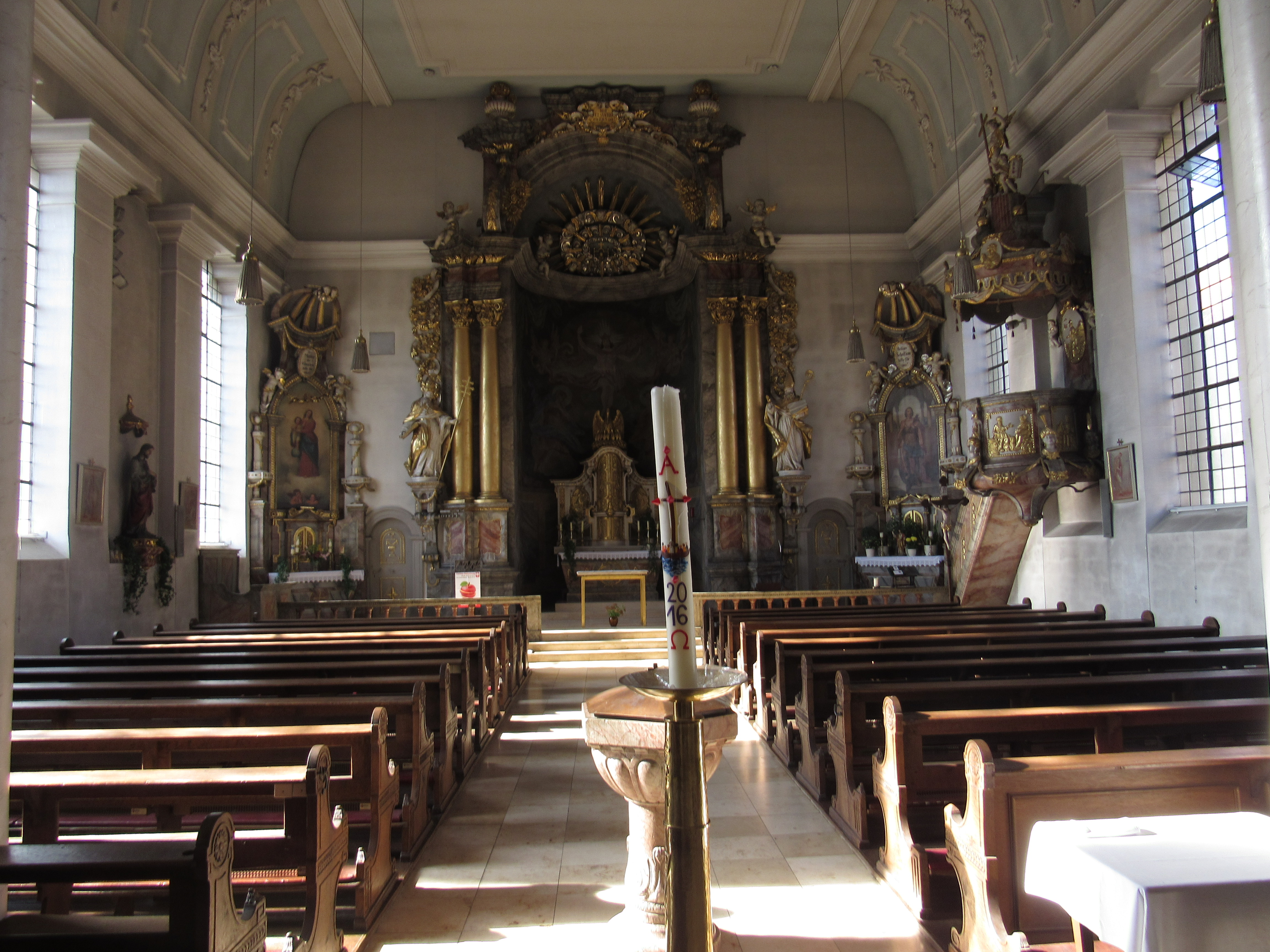
Innenraum der Kirche

Die römisch-katholische Allerheiligenkirche  im unterfränkischen Ebenhausen, einem Ortsteil des im bayerischen Landkreis Bad Kissingen gelegenen Oerlenbach gehört zu den Baudenkmälern in Oerlenbach und ist unter der Nummer D-6-72-140-12 in der Bayerischen Denkmalliste registriert.

## Geschichte
Eine erste Kirche in Ebenhausen entstand im 14. Jahrhundert. An diese wurde im Jahr 1565 ein Kirchturm aus Stein angebaut; im Jahr 1595 erfolgte ihre Vergrößerung und Renovierung.
Nach Abriss der zu Beginn des im 19. Jahrhundert baufällig gewordenen Kirche wurde in den Jahren 1820 bis 1823 nach einem Entwurf von Bernhard Morell die heutige Allerheiligenkirche errichtet.
Im Jahr 2007 wurde die Kirche außen renoviert und erhielt statt der bisherigen gelben eine graue Farbe.

## Beschreibung
Die Kirche ist ein Saal mit ausgeprägt muldenförmiger Decke und einem kleinen halbrunden Chor mit Kuppel. Der Kirchensaal hat drei Fensterachsen, wobei die Fenster innen und außen von Pfeilern getrennt werden. Der niedrige Kirchturm mit rundbogigen Schallfenstern und einem eigenartigen Dach steht an der Nordwestseite der Kirche.

## Ausstattung
Der im Rokokostil gehaltene Hochaltar mit seitlichen Durchgängen neben dem Tabernakel stammt aus der 1824 aufgegebenen und später abgerissenen Würzburger Augustinerkirche. Mit dem Hochaltar stand in der Würzburger Augustinerkirche auch der rechte Seitenaltar der St.-Vitus-Kirche in Langendorf.
Im Jahr 1903 wurde laut Überlieferung durch den Ebenhäuser Pfarrer der Bildhauer Valentin Weidner für ein Honorar in Höhe von 300 Mark mit der Anfertigung eines Pelikans für den Hochaltar beauftragt. Obwohl Anfang des 20. Jahrhunderts Elemente der Neoromanik und der Neogotik bei den Kunsthistorikern nicht besonders geschätzt waren, wurde der Pelikan bei der Erfassung der Kunstdenkmäler im Königreich Bayern im Jahr 1914 ausführlich erwähnt. Das 1723 entstandene fünfteilige Orgelgehäuse befand sich ebenfalls in der Würzburger Augustinerkirche.
Die Kanzel mit Reliefs der vier Evangelisten wurde um 1780 geschaffen, die Seitenaltäre um 1820. Die Altarbilder stellen unter Baldachinen den heiligen Sebastian (rechts) und die Muttergottes (links) dar.

## Glocken
Im Kirchturm hängen drei alte Glocken, die eine ungewöhnliche Harmonie bilden.
| Nr. | Schlagton | Durchmesser | Gusszeit | Gießer                  |
| --- | --------- | ----------- | -------- | ----------------------- |
| 1   | fis′      | 90 cm       | 1639     | Paulus Arnolt von Fulda |
| 2   | as′       | 85 cm       | 1507     | unbekannt               |
| 3   | d″        | 56 cm       | 14. Jh.  | unbekannt               |